# 斉藤優里
斉藤 優里（さいとう ゆうり、1993年〈平成5年〉7月20日 - ）は、日本のライバー、元舞台女優であり、女性アイドルグループ乃木坂46の元メンバーである。
東京都出身。

## 来歴
0歳の時、「たまごクラブ」「ひよこクラブ」にモデルとしてデビューした。高校生の時、文化祭でAKB48の曲をパフォーマンスし、将来の夢はアイドルになることだった。
母親の勧めで乃木坂46の1期生オーディションに応募し、オーディションではAKB48の「君について」を歌った。2011年8月21日、乃木坂46の1期生オーディションに合格。オーディション合格の3日後が専門学校の受験日だったため、進学するか否かで迷ったが乃木坂46の活動に専念することを決めた。
2012年2月22日、乃木坂46の1stシングル「ぐるぐるカーテン」でCDデビューした。
2013年3月13日、乃木坂46の5thシングル「君の名は希望」のカップリング曲「13日の金曜日」で初のセンターを務めた。同年4月1日、FM NACK5のラジオ番組『The Nutty Radio Show おに魂』に毎週月曜日のアシスタントMCとして初の単独レギュラー出演を開始した。同年4月8日、FM NACK5のラジオ番組『The Nutty Radio Show おに魂』の生放送中に『乃木坂って、どこ?』（2013年4月22日、テレビ愛知）のMCを務めるバナナマンから電話が入り、ちょうど同じ時間帯に乃木坂46の6thシングル「ガールズルール」の選抜メンバーを発表する回の収録を行っていたことから、斉藤優里が選抜メンバーに選ばれたことが同年4月22日の『乃木坂って、どこ?』の選抜発表に先行してラジオで発表された。
2014年1月10日、乃木神社で成人式を迎えた。2014年8月25日、別冊CD&DLでーた『My Girl』のVol.1に裏表紙モデルとして出演し、巻末で特集された。
2015年、乃木坂46メンバーの齋藤飛鳥と北野日奈子と共に、ANNA SUIの2015年秋冬アジア圏ビジュアルモデルに抜擢された。
2017年1月30日、乃木坂46の17thシングル「インフルエンサー」で5作ぶりに選抜メンバーを務めることが発表された。
2019年3月25日、自身がパーソナリティを務めるラジオ番組『Nutty Radio Show THE魂』で乃木坂46からの卒業を発表。
同年5月15日、1stソロ写真集『7秒のしあわせ』を2019年6月20日に発売することを発表。また、これまで卒業日が未定となっていたが、6月中に開催予定の1st写真集のお渡し会の最終日で卒業となることも合わせて発表された。同年5月26日に横浜アリーナで開催された乃木坂46の23rdシングル「Sing Out!」発売記念選抜ライブがラストステージとなった。同年6月30日、大阪・心斎橋で行われた写真集のお渡し会で乃木坂46メンバーとしての活動を終了。
同年7月1日、8月21日から始まる舞台『ブラックorホワイト? あなたの上司、訴えます!』に出演することが発表された。この舞台がグループ卒業後初仕事となる。
2021年5月限りで乃木坂46合同会社を退所、芸能界を引退した。
同年8月、芸能界引退後に、以前から親交のあった藤井ペイジ（飛石連休）のYouTubeチャンネルにリモート出演。引退の理由としては、「裏方やプロデュース業に興味が生まれたこと、アイドル・タレントの自分はもう出し切り、いい形で終わらせることができたので未練はない。」と語っている。
引退から2か月が経ち、引退理由や今後の活動について、「プロデュースやクリエイター業を本格的にする為に引退を決めました。ファッションにずっと興味があり、将来的には自身のアパレルブランドを立ち上げる夢があるので本腰を入れて勉強したいと思っている」と発言した。
2023年2月22日、ライバーマネジメント事務所・株式会社321に所属したことを記者会見で発表した。

## 人物
愛称は、ゆったん。将来はファッション関係の仕事を志望している。

### 嗜好
好きな食べ物はチーズケーキ、ココア、豚汁、サーモン、辛いもの。好きなスポーツはテニス、バドミントン、バレーボール、スノーボード。好きな本は『ライアーゲーム』『カイジ』『インシテミル』。

### 趣味
趣味はバルーンアート。

### 特技
特技は人見知りしないこと、テニス。
テニスの経験は小学5年生から中学2年生まである。得意料理はチーズケーキ、カレー。保有資格は語彙・読解力検定3級、実用英語技能検定3級、日本漢字能力検定3級、普通自動車運転免許。

### 乃木坂46
乃木坂46のモンハン選抜。テレビゲーム『モンスターハンター』は中学生の頃に弟の影響で始め、初期の頃は双剣を使用していたが、お気に入りは大剣である。
乃木坂46で好きなミュージック・ビデオは「あの日 僕は咄嗟に嘘をついた」、「他の星から」、「13日の金曜日」。学生の頃から友達とベタベタするのが好きで、乃木坂46メンバーの尻を触ったり太ももを噛んだりする。乃木坂46で推したいメンバーだったのは橋本奈々未。
特に仲がいいメンバーは「犬メン」と呼ばれる舞台「すべての犬は天国へ行く」で共演した生駒里奈、伊藤万理華、井上小百合、桜井玲香、新内眞衣、松村沙友理。
楽屋内で近くにいたメンバー同士でなんとなく集まった「スイカ」と呼ばれるメンバーの、伊藤かりん、伊藤純奈、川後陽菜、西野七瀬。
そのスイカメンバーに加えて謎解きゲームの愛好者で集まる「解人（ときんちゅ）」の高山一実。
スイカと犬メンに関しては乃木坂46時間TV内で企画された対抗戦やグッズ販売でも活動があった。
特に伊藤かりんとは卒業後も一緒に海外旅行に何度も行くほどの仲で、乃木坂46在籍時の握手会において互いの生誕祭で手紙を読みあったほか、グループ卒業においても発表日は伊藤が2019年3月22日、斉藤が3月25日と近く、最後の握手会開催日が同日で、卒業セレモニーも同時に行い、最後のライブ出演も『Sing Out!発売記念ライブ』のday1(伊藤）とday3（斉藤）と、ほぼ同じタイミングだった。

## 作品

### シングル
乃木坂46
- ぐるぐるカーテン（2012年2月22日、SRCL-7900/6） - EAN 4988009051581。
- 乃木坂の詩（2012年2月22日、SRCL-7900/1） - EAN 4988009051550。
- 会いたかったかもしれない（2012年2月22日、SRCL-7902/3） - EAN 4988009051567。
- 失いたくないから（2012年2月22日、SRCL-7904/5） - EAN 4988009051581。
- 白い雲にのって（2012年2月22日、SRCL-7906） - EAN 4988009051598。
- おいでシャンプー（2012年5月2日、SRCL-7966/72） - EAN 4988009052243。
- 心の薬（2012年5月2日、SRCL-7966/72） - EAN 4988009052243。
- ハウス!（2012年5月2日、SRCL-7972） - EAN 4988009052298。
- 走れ!Bicycle（2012年8月22日、SRCL-8058/64） - EAN 4988009052861。
- 人はなぜ走るのか?（2012年8月22日、SRCL-8060/1） - EAN 4988009052892。
- 音が出ないギター（2012年8月22日、SRCL-8062/3） - EAN 4988009052908。
- 春のメロディー（2012年12月19日、SRCL-8205/6） - EAN 4988009056456。
- 指望遠鏡〜アニメ版〜（2012年12月19日、SRCL-8208） - EAN 4988009056487。
- 13日の金曜日（2013年3月13日、SRCL-8255/6） - EAN 4988009080840。
- ガールズルール（2013年7月3日、SRCL-8315/21） - EAN 4988009084725。
- 世界で一番 孤独なLover（2013年7月3日、SRCL-8315/21） - EAN 4988009084725。
- 他の星から（2013年7月3日、SRCL-8319/20） - EAN 4988009084749。
- 人間という楽器（2013年7月3日、SRCL-8321） - EAN 4988009084756。
- そんなバカな・・・（2013年11月27日、SRCL-8425/6） - EAN 4988009087894。
- 初恋の人を今でも（2013年11月27日、SRCL-8427/8） - EAN 4988009087900。
- 生まれたままで（2014年4月2日、SRCL-8524/5） - EAN 4988009092300。
- 夏のFree&Easy（2014年7月9日、SRCL-8563/9） - EAN 4988009094229。
- 何もできずにそばにいる（2014年7月9日、SRCL-8563/9） - EAN 4988009094229。
- 無口なライオン（2014年7月9日、SRCL-8565/6） - EAN 4988009094229。
- 僕が行かなきゃ誰が行くんだ?（2014年7月9日、SRCL-8569） - EAN 4988009094243。
- あの日 僕は咄嗟に嘘をついた（2014年10月8日、SRCL-8625/6） - EAN 4988009097275。
- 君は僕と会わない方がよかったのかな（2015年3月18日、SRCL-8784/5） - EAN 4988009104591。
- 太陽ノック（2015年7月22日、SRCL-8840/6） - EAN 4988009110783。
- 羽根の記憶（2015年7月22日、SRC7-6/7） - EAN 4988009110837。
- 嫉妬の権利（2015年10月28日、SRCL-8910/6） - EAN 4988009116747。
- 悲しみの忘れ方（2015年10月28日、SRCL-8914/5） - EAN 4988009116761。
- 隙間（2015年10月28日、SRCL-8916） - EAN 4988009116778。
- 不等号（2016年3月23日、SRCL-9032/3） - EAN 4988009125503。
- シークレットグラフィティー（2016年7月27日、SRCL-9145/6） - EAN 4988009131429。
- ブランコ（2016年11月9日、SRCL-9260/1） - EAN 4547366278873。
- インフルエンサー（2017年3月22日、SRCL-9370/8） - EAN 4547366297515。
- アンダー（2017年8月9日、SRCL-9491/2） - EAN 4547366319163。
- いつかできるから今日できる（2017年10月11日、SRCL-9572/80）  - EAN 4547366330311。
- Against（2018年4月25日、SRCL-9782/90） - EAN 4547366354140。
- 新しい世界（2018年4月25日、SRCL-9784/5） - EAN 4547366354157。
- ジコチューで行こう!（2018年8月8日、SRCL-9913/21） - EAN 4547366369465。
- 空扉（2018年8月8日、SRCL-9913/21） - EAN 4547366369465。
- あんなに好きだったのに…（2018年8月8日、SRCL-9921） - EAN 4547366369496。
- 帰り道は遠回りしたくなる（2018年11月14日、SRCL-9974/82） - EAN 4547366382037。
- 世界中の隣人よ（2020年5月25日）[43]

まゆ坂46
- ツインテールはもうしない（2012年7月25日、SRCL-8030/1） - EAN 4988009052632。

こじ坂46
- 風の螺旋（2014年11月26日、KIZM-90317/8） - EAN 4988003460884。

### アルバム
乃木坂46
- 透明な色（2015年1月7日、SRCL-8662/7） - EAN 4988009099934。
- それぞれの椅子（2016年5月25日、SRCL-9078/86） - EAN 4988009128580。
- 生まれてから初めて見た夢（2017年5月24日、SRCL-9437/44） - EAN 4547366307825。
- 僕だけの君〜Under Super Best〜（2018年1月10日、SRCL-9630/7） - EAN 4547366336214。
- 今が思い出になるまで（2019年4月17日、SRCL-11140/7） - EAN 4547366401325。
- Time flies（2021年12月15日、SRCL-12020/30） - EAN 4547366534184。

### 映像作品
- 斉藤優里×内田伸哉（2012年2月22日） - EAN 4988009051581。
- 斉藤優里×榮良太（2012年5月2日） - EAN 4988009052243。
- AKB48 リクエストアワー セットリストベスト100 2012（2012年6月13日） - EAN 4580303210611。
- さばドル（2012年7月25日） - EAN 4534530055859。
- 斉藤優里×島田健司（2012年8月22日） - EAN 4988009052861。
- 斉藤優里（2012年12月19日） - EAN 4988009056456。
- 指原莉乃プロデュース『第一回ゆび祭り〜アイドル臨時総会〜』（2012年12月26日） - EAN 4988064916603。
- 斉藤優里×高野千紗（2013年3月13日） - EAN 4988009080840。
- 16人のプリンシパル@PARCO劇場ダイジェスト（2013年7月3日） - EAN 4988009084725。
- 初夏の全力! 乃木坂46大運動会（2013年7月3日） - EAN 4988009084732。
- Making of 6th Single（2013年7月3日） - EAN 4988009084749。
- 斉藤優里×山田篤宏（2013年11月27日） - EAN 4988009087887。
- 乃木坂46 1ST YEAR BIRTHDAY LIVE 2013.2.22 MAKUHARI MESSE（2014年2月5日） - EAN 4988009090900。
- NOGIBINGO!（2014年3月7日） - EAN 4988021109758。
- Creator's Etude 権八成裕編（2014年4月2日） - EAN 4988009092270。
- 斉藤優里×山岸聖太（2014年7月9日） - EAN 4988009094229。
- NOGIBINGO!2（2014年9月12日） - EAN 4988021299015。
- 斉藤優里（2014年10月8日） - EAN 4988009097275。
- 井上小百合&斉藤優里（2015年3月18日） - EAN 4988009104515。
- NOGIBINGO!3（2015年4月24日） - EAN 4988021729635。
- AKB48 リクエストアワーセットリストベスト1035 2015（2015年4月30日） - EAN 4580303213667。
- 乃木坂46 2ND YEAR BIRTHDAY LIVE 2014.2.22 YOKOHAMA ARENA（2015年6月17日） - EAN 4988009110134。
- 斉藤優里&新内眞衣（2015年7月22日） - EAN 4988009110783。
- NOGIBINGO!4（2015年10月16日） - EAN 4988021729734。
- 斉藤優里（2015年10月28日） - EAN 4988009116747。
- 悲しみの忘れ方 Documentary of 乃木坂46（2015年11月18日） - EAN 4988104099327。
- 初森ベマーズ（2016年1月20日） - EAN 4988104099433。
- NOGIBINGO!5（2016年2月19日） - EAN 4988021729871。
- 斉藤優里（2016年3月23日） - EAN 4988009124919。
- 乃木坂46 3rd YEAR BIRTHDAY LIVE 2015.2.22 SEIBU DOME（2016年7月6日） - EAN 4988009129518。
- NOGIBINGO!6（2016年9月30日） - EAN 4988021714662。
- 乃木坂46 4th YEAR BIRTHDAY LIVE 2016.8.28-30 JINGU STADIUM（2017年6月28日） - EAN 4547366310580。
- NOGIBINGO!7（2017年8月4日） - EAN 4988021146081。
- NOGIBINGO!8（2018年3月16日） - EAN 4988021146821。
- 乃木坂46 5th YEAR BIRTHDAY LIVE 2017.2.20-22 SAITAMA SUPER ARENA（2018年3月28日） - EAN 4547366344523。
- 映画『あさひなぐ』（2018年5月16日） - EAN 4988104116864。
- 乃木坂46 真夏の全国ツアー2017 FINAL! IN TOKYO DOME（2018年7月11日） - EAN 4547366363999。
- NOGIBINGO!9（2018年10月19日） - EAN 4988021147392。
- 乃木坂46 6th YEAR BIRTHDAY LIVE 2018.07.06-08 JINGU STADIUM&CHICHIBUNOMIYA RUGBY STADIUM（2019年7月3日） - EAN 4547366411270。
- NOGIBINGO!10（2019年10月25日） - EAN 4988021148757。
- いつのまにか、ここにいる Documentary of 乃木坂46（2019年12月25日） - EAN 4988104123695。
- 乃木坂46 7th YEAR BIRTHDAY LIVE 2019.2.21-24 KYOCERA DOME OSAKA（2020年2月5日） - EAN 4547366438956。

## 出演

### テレビドラマ
- 初森ベマーズ（2015年7月11日 - 9月26日、テレビ東京）カジキ 役[44]

### テレビ番組
- カンニング竹山のイチバン研究所（2020年8月1日 - 2021年5月22日、TOKYO MX）[45]

### ウェブドラマ
- スカパー! 朝のTwitterドラマ「テレビ好き」（2019年10月14日 - 18日、スカパー!公式Twitter）主演[46]

### 舞台
- じょしらく（2015年6月18日・20日 - 21日・23日・27日、AiiA 2.5 Theater Tokyo）蕪羅亭魔梨威 役[47][48]
- すべての犬は天国へ行く（2015年10月1日 - 12日、AiiA 2.5 Theater Tokyo）ガス 役[49]
- 墓場、女子高生（2016年10月14日 - 22日、東京ドームシティ シアターGロッソ）ナカジ 役[50]
- ブラックorホワイト? あなたの上司、訴えます!（2019年8月21日 - 25日、新橋演舞場）[51]
- 脳内ポイズンベリー（2020年3月14日 - 29日、新国立劇場 中劇場）ハトコ 役[52]

### ラジオ
- The Nutty Radio Show おに魂→Nutty Radio Show THE魂（2013年4月1日 - 2021年3月28日、NACK5）アシスタントパーソナリティ[11]

## 書籍

### 写真集
- 季刊 乃木坂 vol.4 彩冬（2015年2月26日、東京ニュース通信社）[53]
- 7秒のしあわせ（2019年6月20日、サイゾー）[54]
- とけちゃう（2025年8月29日、tulle）[55]